# シートギーク・スタジアム
シートギーク・スタジアム（英語：SeatGeek Stadium）は、アメリカ合衆国イリノイ州ブリッジビュー(en)にあるサッカースタジアム。

## 概要
2004年11月30日に着工。2006年6月11日に完成。メジャーリーグサッカーのシカゴ・ファイアー、メジャーリーグ・ラクロスのシカゴ・マシーン、ナショナル・ウィメンズ・サッカーリーグのシカゴ・レッドスターズの本拠地として使用されている。
スタジアム周辺も2007年から整備を開始し、ホテル、レストラン、プールなどが建設されている。
命名権は当初、ブリッジビュー・バンク・スタジアムの予定だったが、トヨタ自動車のアメリカ合衆国の現地法人が取得し「トヨタ・パーク」と命名していた。2018年、チケット販売業者のシートギークが取得し、現在の名称に改称。

## 入場者数

### 最多入場者数
- 21,210 MLSオールスターゲーム, 2006年8月5日